# Рихард фон Вајцзекер
Рихард Карл Фрајхер фон Вајцзекер (Штутгарт, 15. април 1920 — Берлин, 31. јануар 2015) био је немачки политичар, који је био на функцији председника Немачке од 1984. до 1994. године. Био је члан Хришћанско-демократске уније.